# Nie Rongzhen
Dans ce nom chinois, le nom de famille, Nie, précède le nom personnel Ronzhen.
Nie Rongzhen (chinois simplifié : 聂荣臻 ; chinois traditionnel : 聶榮臻 ; pinyin : Niè Róngzhēn ; Wade : Nieh Jung-chen) (29 décembre 1899 - 14 mai 1992) était un important dirigeant militaire communiste chinois et un des Dix maréchaux de l'Armée populaire de libération (APL). Il fut le dernier officier survivant de l'APL avec le grade de maréchal.

## Biographie
Nie est né dans le comté de Jiangjin dans la province du Sichuan (comté désormais faisant partie de Chongqing). Il est le fils le plus cosmopolite et le mieux éduqué d'une riche famille. Lorsqu'il a environ 20 ans, il postule pour intégrer l'Université du travail à Charleroi en Belgique. Il bénéficie d'une bourse de la part du parti socialiste, ce qui lui permet d'étudier les sciences. Zhou Enlai passe une nuit à Charleroi, au cours de laquelle les hommes se rencontrent. Finalement, Nie accepte de rejoindre le groupe des étudiants chinois en France dans le cadre du programme travail-études. Il y étudie l'ingénierie et devient un protégé de Zhou Enlai. Zhou le recrute en 1921, alors que Nie poursuit ses études technico-scientifiques en Belgique et rejoint le Parti communiste chinois en 1923.
En tant que diplômé de l'École militaire de l'Armée rouge soviétique et de l'Académie de Huangpu, il passe ses premières années de carrière à travailler au département politique de Huangpu en tant qu'officier politique, ainsi qu'au sein de l'Armée populaire de libération. Durant la seconde guerre sino-japonaise, il est le premier nommé au poste de commandant adjoint de la 155e division de l'Armée de la 8e route, sous les ordres de Lin Biao. à la fin des années 1930, il se voit confier le commandement de terrain de la place forte de Yan Xishan au Shanxi. Durant la guerre civile chinoise, il commande la région militaire du Nord de la Chine avec comme adjoint Xu Xiangqian. Ses forces battent celles de Fu Zuoyi à Tianjin, près de Pékin. Au cours de la guerre de Corée, Nie prend part au commandement décisionnaire, planifie les opérations militaires et partage les responsabilités pour la mobilisation de guerre. Nie accède au grade de Maréchal de l'APL en 1955 et conduit par la suite le programme chinois d'arme nucléaire. Il est victime des purges de la Révolution culturelle, mais refait surface par la suite en devenant vice-secrétaire du Comité central militaire, qui contrôle les forces armées du pays. Il devient également vice-secrétaire du Congrès national du peuple. Il prend sa retraite en 1987 et meurt à Pékin en 1992. Il est enterré au cimetière commémoratif du centre spatial de Jiuquan.